# 桂文朝
桂 文朝（かつら ぶんちょう）は、落語家の名跡。東西の落語界で確認出来る限りでは当代は五代目であるが、代数は不詳であり二代目ということになっている。当代の死後は空き名跡となっている。東西で確認できる文朝の名。
- 桂文朝 - （1901年 - 1931年12月6日）五代目桂文楽の門人。
- 桂文朝 - （生没年不詳）1948年の名簿に見える。詳細不明。本名∶倉木 利三郎。
- 桂文朝 - （生没年不詳）上方では『落語系圖』には七代目桂文治の門に見える。
- 桂文朝 - 後∶三代目桂文團治

二代目 桂 文朝（かつら ぶんちょう、1942年3月31日 - 2005年4月18日）は、東京都新宿区生まれの落語家。本名∶田上 孝明。出囃子は『外記猿』。
キャッチフレーズは「寄席に咲いた一輪の白百合」。

## 経歴
1952年7月、山遊亭金太郎に入門。前座名はタア坊。1955年、山遊亭金時に改名。1958年、師匠金太郎が二代目桂小南を襲名したため、翌年1月の二ツ目昇進で桂小西に改名。
1970年4月に真打昇進、二代目桂文朝を襲名。1975年に文化庁芸術祭優秀賞を受賞。また、4月から1997年8月にかけて十代目柳家小三治・九代目入船亭扇橋と「三人ばなし」をスタート。1978年に放送演芸大賞落語部門賞を受賞。1984年1月に桂文生、桂南喬、文生の弟子桂きん治とともに落語芸術協会を脱退し、五代目柳家小さん門下として落語協会に移籍。
2005年、原発不明がんのため死去。63歳没。

## 芸歴
- 1952年∶二代目山遊亭金太郎に入門、前座名「山遊亭タア坊」。
- 1955年∶「山遊亭金時」と改名。
- 1959年∶二ツ目昇進、「桂小西」と改名。
- 1970年∶真打昇進、「桂文朝」と改名。
- 1984年1月∶落語芸術協会を脱退し、五代目柳家小さん門下として落語協会に移籍。

## 受賞歴
- 1975年∶文化庁芸術祭優秀賞
- 1978年∶放送演芸大賞落語部門賞

## 出演番組
- TBS 950街をゆく（TBSラジオ）
- ヤングタウンTOKYO（TBSラジオ）